# Rallye de Grande-Bretagne 1983
Le Rallye de Grande-Bretagne 1983 (39th Lombard RAC Rally), disputé du 19 au 23 novembre 1983, est la cent-vingt-troisième manche du championnat du monde des rallyes (WRC) courue depuis 1973 et la douzième et dernière manche du championnat du monde des rallyes 1983.

## Contexte avant la course

### Le championnat du monde

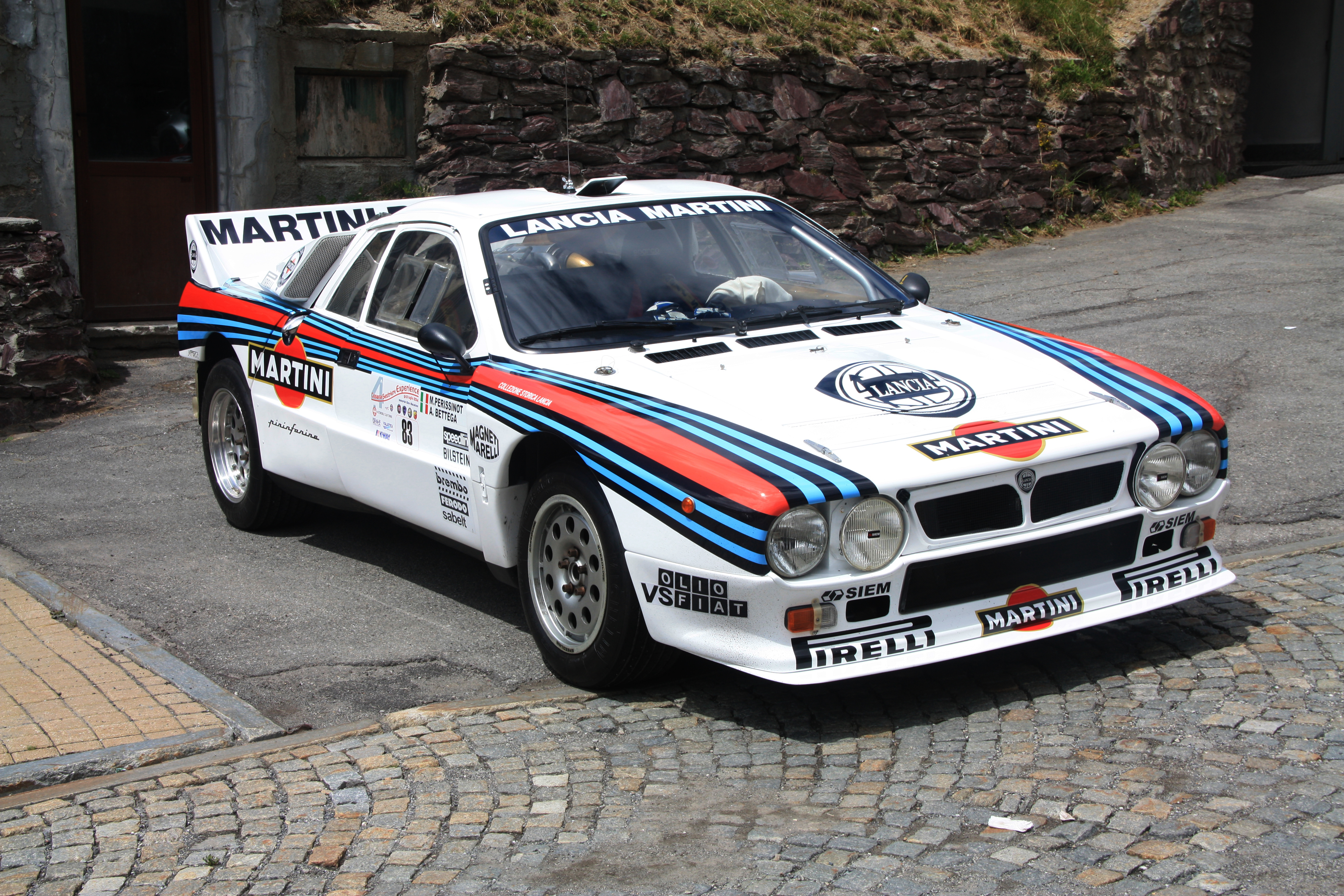
Déjà assurée du titre mondial des constructeurs, la Scuderia Lancia n'alignera pas ses Rally 037 en Grande-Bretagne.

Ayant succédé en 1973 au championnat international des marques (en vigueur de 1970 à 1972), le championnat du monde des rallyes se dispute sur un maximum de treize manches, comprenant les plus célèbres épreuves routières internationales, telles le Rallye Monte-Carlo, le Safari ou le RAC Rally. Depuis 1979, le championnat des constructeurs a été doublé d'un championnat pilotes, ce dernier remplaçant l'éphémère Coupe des conducteurs, organisée à seulement deux reprises en 1977 et 1978. Le calendrier 1983 intègre douze manches pour l'attribution du titre de champion du monde des pilotes dont dix sélectives pour le championnat des marques (le Rallye de Suède et le Rallye de Côte d'Ivoire en étant exclus). Les épreuves sont réservées aux catégories suivantes :
- Groupe N : voitures de grande production de série, ayant au minimum quatre places, fabriquées à au moins 5000 exemplaires en douze mois consécutifs ; modifications très limitées par rapport au modèle de série (bougies, amortisseurs).
- Groupe A : voitures de tourisme de grande production, fabriquées à au moins 5000 exemplaires en douze mois consécutifs, avec possibilité de modifications des pièces d'origine ; poids minimum fonction de la cylindrée.
- Groupe B : voitures de grand tourisme, fabriquées à au moins 200 exemplaires en douze mois consécutifs, avec possibilité de modifications des pièces d'origine (extension d'homologation portant sur 10% de la production). Les élargisseurs d'aile rapportés sont interdits[2].
- En outre, les anciennes voitures des groupes 2 (tourisme spécial) et 4 (grand tourisme spécial) sont admises à participer aux manches mondiales, mais leurs résultats ne seront pas pris en compte dans le cadre du championnat[3].

Ayant remporté cinq des neuf manches déjà disputées, la Lancia a été sacrée championne du monde des constructeurs à l'issue du dernier Rallye Sanremo. Malgré la possibilité pour son pilote Walter Röhrl de conquérir le titre des conducteurs, la marque italienne a cependant renoncé à disputer la dernière manche de la saison, le pilote allemand ayant renoncé à défendre ses chances face à Hannu Mikkola ; ce dernier a donc déjà virtuellement remporté la couronne mondiale, mais aura cependant à cœur de conclure victorieusement sa saison.

### L'épreuve
Créée en 1932 sous le nom de Rallye de Torquay, cette épreuve britannique était au départ un concours de maniabilité. Patronnée dès l'année suivante par le Royal Automobile Club (RAC), elle fut alors rebaptisée « RAC Rally ». Jusqu'en 1959, son classement était uniquement basé sur la navigation et la maniabilité, avant de devenir dès le début des années 1960 un sprint avec épreuves chronométrées. Son parcours secret, empruntant principalement les chemins privés, n'est dévoilé aux équipages qu'au moment du départ, valorisant les qualités d'improvisation des pilotes. Ayant remporté quatre des cinq dernières éditions, le Finlandais Hannu Mikkola y détient le record de victoires.

## Le parcours
- départ : 19 novembre 1983 de Bath
- arrivée : 23 novembre 1983 à Bath

Bath, ville départ et arrivée du RAC 1983.

- distance : 2 231 km dont 797,19 km sur 57 épreuves spéciales (59 épreuves spéciales initialement prévues)
- surface : terre (90%) et asphalte (10%)
- Parcours divisé en quatre étapes[3]

### Première étape
- Bath - Longleat - Bath, le 19 novembre
- 5 épreuves spéciales, 30,84 km

### Deuxième étape
- Bath - Leeds - Middlesbrough, le 20 novembre
- 14 épreuves spéciales, 177,24 km

### Troisième étape
- Middlesbrough - Hawick - Windermere, le 21 novembre
- 12 épreuves spéciales, 178,87 km (13 épreuves spéciales initialement prévues, pour un total de 217,01 km)

### Quatrième étape
- Windermere - Dolgellau - Swansea - Bath, du 22 au 23 novembre
- 26 épreuves spéciales, 410,24 km (27 épreuves spéciales initialement prévues)

## Les forces en présence
- Audi

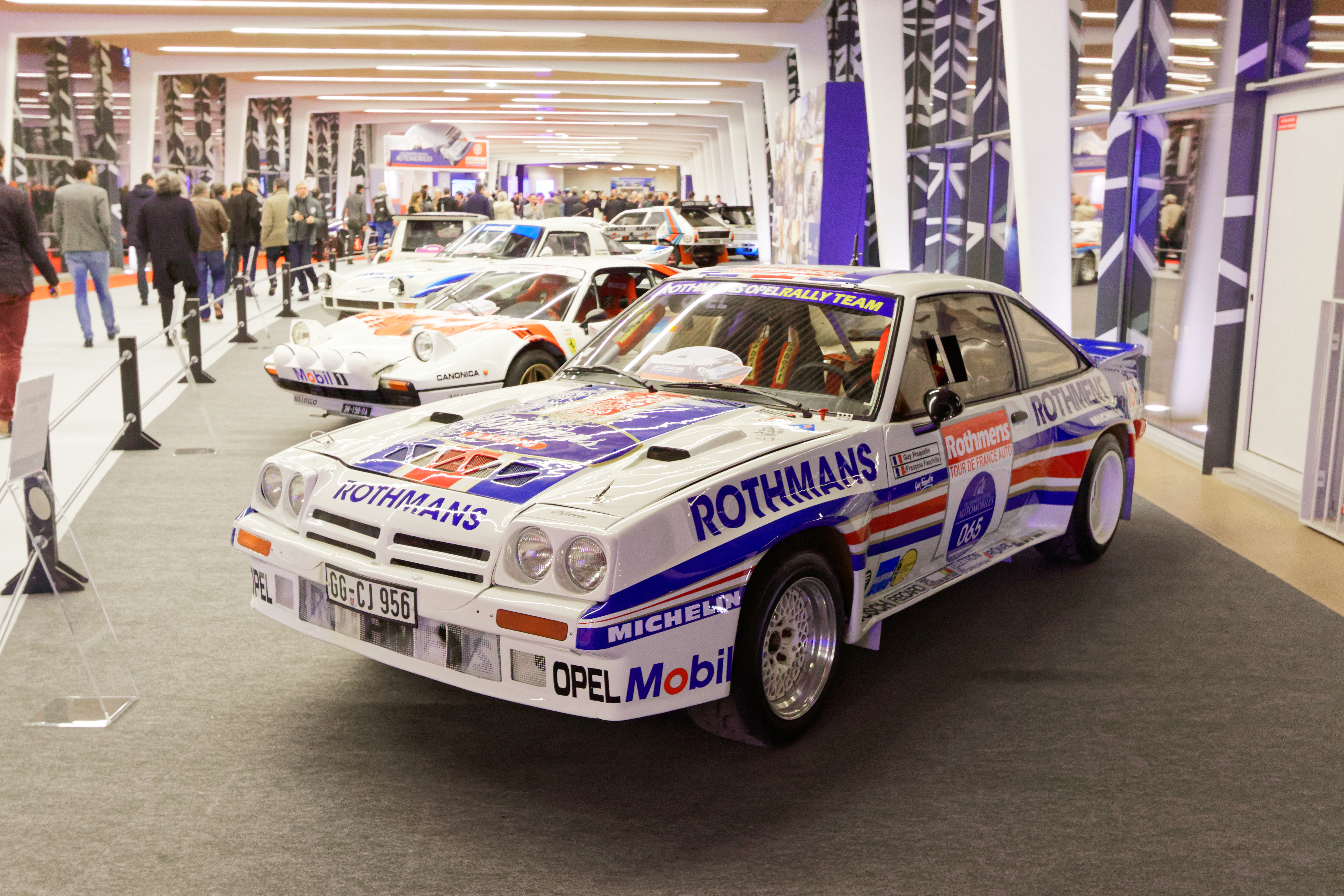
Une Opel Manta 400 groupe B aux couleurs Rothmans.

Audi Sport a préparé trois Quattro A2 groupe B pour Hannu Mikkola, Michèle Mouton et Stig Blomqvist, ce dernier courant sous les couleurs d'Audi UK. Ces coupés à transmission intégrale sont équipés d'un moteur cinq cylindres vingt soupapes de 2109 cm3 à injection Bosch, suralimenté par un turbocompresseur KKK. Avec une pression du turbo tarée à 1,7 bars, la puissance maximale est supérieure à 350 chevaux. Le poids de ces voitures est d'environ 1050 kg. Contrairement à ses coéquipiers qui utilisent des pneus Michelin, Blomqvist dispose de pneus Pirelli. Au côté des voitures d'usine, cinq pilotes privés s'alignent sur des Quattro groupe B, les plus en vue étant Lasse Lampi, John Buffum et Antero Laine.
- Opel

L'écurie Opel Rothmans engage trois Manta 400 groupe B, aux mains d'Ari Vatanen, Henri Toivonen et Jimmy McRae. Ces coupés à transmission classique pèsent 980 kg et sont dotés d'un moteur quatre cylindres de 2420 cm3 alimenté par deux carburateurs Weber double corps, délivrant 275 chevaux à 7250 tr/min. Ils sont équipés de pneus Michelin. Parmi les nombreuses Opel privées au départ, on note la présence des Ascona i2000 groupe A de Mikael Sundström et de Lars-Erik Torph. L'espoir suédois Mats Jonsson dispose également d'une Ascona i2000, engagée en groupe 2.
- Nissan

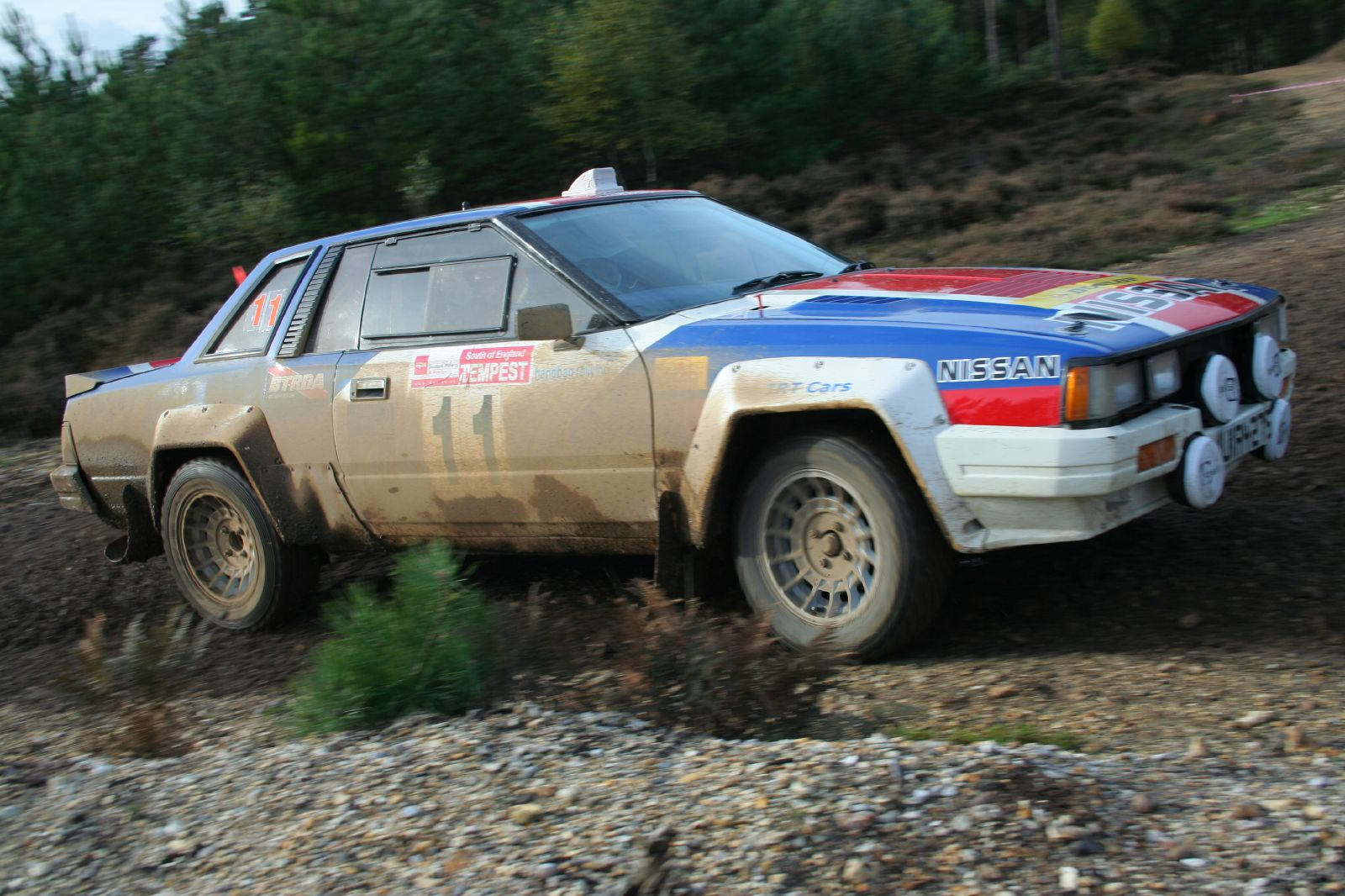
Une Nissan 240RS groupe B semblable à celle de Timo Salonen.

Le constructeur japonais aligne une seule 240RS groupe B officielle, confiée à Timo Salonen. Comme les Opel Manta, la 240RS est un coupé à transmission classique. D'un poids de 1020 kg, elle est mue par un moteur quatre cylindres de 2340 cm3 alimenté par deux carburateurs double corps Solex, d'une puissance de l'ordre de 260 chevaux à 8000 tr/min. Le pilote privé Peter Geitel dispose d'un modèle identique. Les Nissan utilisent des pneus Dunlop de fabrication japonaise.
- Toyota

Récent vainqueur du rallye de Côte d'Ivoire, le Toyota Team Europe engage trois coupés Celica TCT groupe B, à transmission classique, pour Björn Waldegård, Per Eklund et Juha Kankkunen. Ils sont équipés d'un moteur quatre cylindres de 2090 cm3, avec injection électronique Nippondenso et turbocompresseur KKK. Leur puissance maximale est de 360 chevaux à 8500 tr/min. Ils pèsent 1020 kg et sont chaussés de pneus Pirelli.
- Mitsubishi

Une seule Lancer Turbo groupe B officielle est présente, pilotée par Harri Toivonen, le jeune frère d'Henri. Cette berline de 1040 kg est de conception classique (moteur avant, roues arrière motrices). Elle est équipée d'un moteur quatre cylindres seize soupapes turbocompressé de deux litres de cylindrée, développant 280 chevaux à 7000 tr/min. Elle est chaussée de pneus Advan.
- Vauxhall

La filiale anglaise de General Motors aligne deux Chevette HSR groupe B, mises au point par le préparateur Bill Blydenstein. Elles sont confiées à Russell Brookes et Terry Kaby. Pesant un peu plus d'une tonne, elles disposent d'un moteur quatre cylindres de 2279 cm3 alimenté par deux carburateurs double-corps développant 250 chevaux à 7200 tr/min et utilisent des pneus Michelin.
- Ford

Le British Junior Rally Team engage deux Escort RS1600i groupe A (traction, 970 kg, moteur quatre cylindres, 1596 cm3, injection mécanique Bosch K-Jetronic, 140 chevaux), pour les espoirs britanniques Malcolm Wilson et Louise Aitken-Walker. Elles sont chaussées de pneus Pirelli.
- Volkswagen

Volkswagen Motorsport aligne une Golf GTI groupe A pour le Suédois Kalle Grundel. Cette traction de 880 kg est animée par un moteur quatre cylindres de 1781 cm3 alimenté par injection mécanique Bosch K-Jetronic, d'une puissance de 178 chevaux. Elle est équipée de pneus Pirelli. 
- Citroën

Citroën Compétitions a préparé trois Visa Chrono groupe B pour Christian Rio, Maurice Chomat et Philippe Wambergue. Ces petites berlines de 750 kg sont motorisées par un quatre cylindres de 1434 cm3 alimenté par deux carburateurs Weber double corps, développant 140 chevaux à 7200 tr/min. Elles utilisent des pneus Michelin TRX. Engagé à titre privé, Christian Dorche pilote un modèle identique, alors qu'Alain Coppier prendra le départ sur une  Visa Trophée groupe B (700 kg, 1219 cm3, 100 chevaux).
- Škoda

L'importateur britannique de la marque tchécoslovaque engage une 120 LS groupe A pour le Norvégien John Haugland. Pesant 790 kg, cette berline est équipée d'un moteur quatre cylindres placé à l'arrière, d'une cylindrée de 1174 cm3, délivrant 90 chevaux à 6500 tr/min. Haugland disposera, suivant le terrain, de pneus Michelin ou de pneus Barum.

## Déroulement de la course

### Première étape

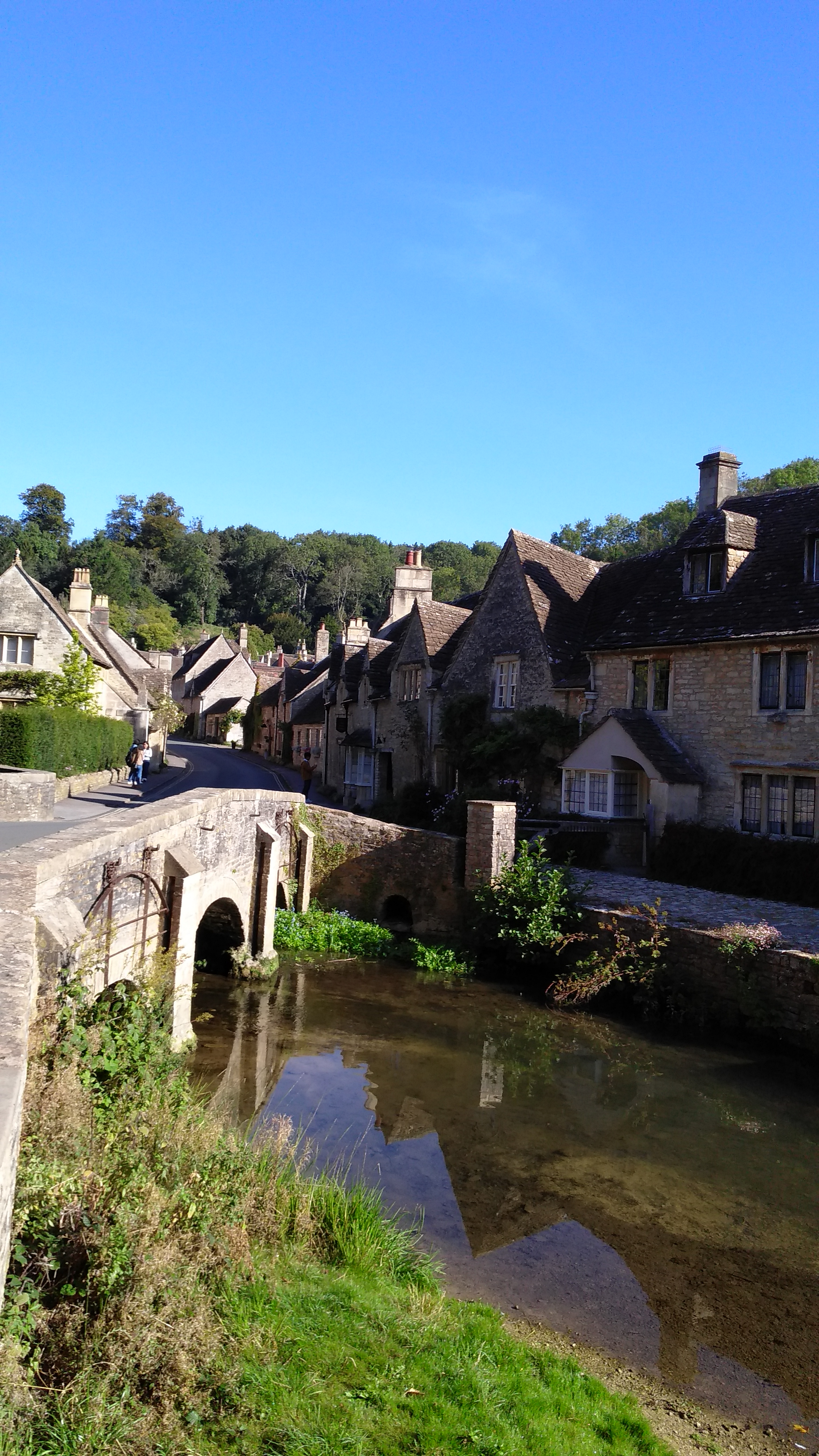
Castle Combe, sur le parcours de la première étape.

Les concurrents partent de Bath le samedi, en fin de matinée, pour une courte boucle dans le Somerset ne comportant que cinq épreuves spéciales, tracées dans des parcs privés. Les pilotes Audi dominent largement, Stig Blomqvist achevant la journée avec quatre secondes d'avance sur Hannu Mikkola, qui s'était porté en tête au départ avant de céder le commandement au Suédois dans la dernière épreuve. Leur coéquipière Michèle Mouton est troisième, à une demi-minute. Derrière les trois Audi Quattro d'usine, huit voitures, emmenées par l'Opel d'Henri Toivonen, sont groupées en une trentaine de secondes. Seuls sept équipages ont abandonné et tous les favoris sont encore en course.
| Pos. | Pilote          | Copilote         | Voiture                     | Groupe | Temps       | Écart        |
| ---- | --------------- | ---------------- | --------------------------- | ------ | ----------- | ------------ |
| 1    | Stig Blomqvist  | Björn Cederberg  | Audi Quattro A2             | B      | 21 min 10 s |              |
| 2    | Hannu Mikkola   | Arne Hertz       | Audi Quattro A2             | B      | 21 min 14 s | + 4 s        |
| 3    | Michèle Mouton  | Fabrizia Pons    | Audi Quattro A2             | B      | 21 min 41 s | + 31 s       |
| 4    | Henri Toivonen  | Fred Gallagher   | Opel Manta 400              | B      | 21 min 49 s | + 39 s       |
| 5    | John Buffum     | Neil Wilson      | Audi Quattro A2             | B      | 21 min 51 s | + 41 s       |
| 6    | Björn Waldegård | Hans Thorszelius | Toyota Celica Twincam Turbo | B      | 21 min 56 s | + 46 s       |
| 7    | Timo Salonen    | Seppo Harjanne   | Nissan 240RS                | B      | 22 min 00 s | + 50 s       |
| 8    | Jimmy McRae     | Ian Grindrod     | Opel Manta 400              | B      | 22 min 02 s | + 52 s       |
| 9    | Lasse Lampi     | Pentti Kuukkala  | Audi Quattro A2             | B      | 22 min 03 s | + 53 s       |
| 10   | Antero Laine    | Pekka Hokkanen   | Audi Quattro A2             | B      | 22 min 09 s | + 59 s       |
| 11   | Ari Vatanen     | Terry Harryman   | Opel Manta 400              | B      | 22 min 13 s | + 1 min 03 s |
| 12   | Per Eklund      | Dave Whittock    | Toyota Celica Twincam Turbo | B      | 22 min 18 s | + 1 min 08 s |
| 13   | Juha Kankkunen  | Juha Piironen    | Toyota Celica Twincam Turbo | B      | 22 min 23 s | + 1 min 13 s |
| 14   | Russell Brookes | Mike Broad       | Vauxhall Chevette 2300 HSR  | B      | 22 min 25 s | + 1 min 15 s |
| 14=  | Terry Kaby      | Mike Nicholson   | Vauxhall Chevette 2300 HSR  | B      | 22 min 25 s | + 1 min 15 s |
| 16   | Phil Collins    | Stuart Harrold   | Opel Manta 400              | B      | 22 min 37 s | + 1 min 27 s |
| 17   | Kalle Grundel   | Reinhard Michel  | Volkswagen Golf GTI         | A      | 22 min 44 s | + 1 min 34 s |
| 18   | Darryl Weidner  | Arthur Rob       | Audi Quattro A1             | B      | 22 min 52 s | + 1 min 42 s |
| 18=  | Harri Toivonen  | John Daniels     | Mitsubishi Lancer Turbo     | 4      | 22 min 52 s | + 1 min 42 s |
| 20   | George Hill     | Ron Varley       | Vauxhall Chevette 2300 HSR  | B      | 22 min 57 s | + 1 min 47 s |

### Deuxième étape

#### Bath - Leeds
Après une première journée d'échauffement, les équipages repartent de Bath le dimanche matin, en direction du nord. Les premières épreuves chronométrées se déroulent encore dans des parcs, où les Audi confirment leur domination. Cependant, en début d'après-midi, dans le parc de Knowsley, Mikkola, alors deuxième à six secondes de Blomqvist, heurte une souche à la corde d'un virage et casse un bras de suspension de son Audi. Il continue ainsi mais sa roue avant gauche finit par se coincer contre l'aile. L'équipage termine l'épreuve spéciale sur trois roues et sur le disque de frein avant gauche, le copilote Arne Hertz assis sur le coffre pour faire contrepoids. Les mécaniciens parviendront à réparer, mais Mikkola a perdu plus de six minutes, plongeant à la vingt-neuvième place du classement général. Au regroupement de Leeds, Michèle Mouton se retrouve en deuxième position, à quarante-quatre secondes de Blomqvist. Elle est talonnée par Toivonen ; derrière le trio de tête, la quatrième place est très disputée entre l'Opel de Jimmy McRae et la Toyota de Björn Waldegård. Cinq concurrents ont abandonné, dont Timo Salonen qui a accidenté sa Nissan contre un arbre dans le secteur de Trentham.
| Pos. | Pilote          | Copilote         | Voiture                     | Groupe | Temps       | Écart        |
| ---- | --------------- | ---------------- | --------------------------- | ------ | ----------- | ------------ |
| 1    | Stig Blomqvist  | Björn Cederberg  | Audi Quattro A2             | B      | 46 min 02 s |              |
| 2    | Michèle Mouton  | Fabrizia Pons    | Audi Quattro A2             | B      | 46 min 46 s | + 44 s       |
| 3    | Henri Toivonen  | Fred Gallagher   | Opel Manta 400              | B      | 47 min 02 s | + 1 min 00 s |
| 4    | Jimmy McRae     | Ian Grindrod     | Opel Manta 400              | B      | 47 min 22 s | + 1 min 20 s |
| 5    | Björn Waldegård | Hans Thorszelius | Toyota Celica Twincam Turbo | B      | 47 min 26 s | + 1 min 24 s |
| 6    | Ari Vatanen     | Terry Harryman   | Opel Manta 400              | B      | 47 min 43 s | + 1 min 41 s |
| 7    | Per Eklund      | Dave Whittock    | Toyota Celica Twincam Turbo | B      | 48 min 09 s | + 2 min 07 s |
| 7=   | Lasse Lampi     | Pentti Kuukkala  | Audi Quattro A2             | B      | 48 min 09 s | + 2 min 07 s |
| 9    | John Buffum     | Neil Wilson      | Audi Quattro A2             | B      | 48 min 14 s | + 2 min 12 s |
| 10   | Antero Laine    | Pekka Hokkanen   | Audi Quattro A2             | B      | 48 min 23 s | + 2 min 21 s |
| 11   | Juha Kankkunen  | Juha Piironen    | Toyota Celica Twincam Turbo | B      | 48 min 39 s | + 2 min 37 s |
| 12   | Russell Brookes | Mike Broad       | Vauxhall Chevette 2300 HSR  | B      | 48 min 42 s | + 2 min 40 s |
| 13   | Terry Kaby      | Mike Nicholson   | Vauxhall Chevette 2300 HSR  | B      | 49 min 07 s | + 3 min 05 s |
| 14   | Phil Collins    | Stuart Harrold   | Opel Manta 400              | B      | 49 min 30 s | + 3 min 28 s |
| 15   | Peter Geitel    | Mike Wood        | Nissan 240RS                | B      | 49 min 42 s | + 3 min 40 s |
| 16   | Darryl Weidner  | Arthur Rob       | Audi Quattro A1             | B      | 49 min 44 s | + 3 min 42 s |
| 17   | George Hill     | Ron Varley       | Vauxhall Chevette 2300 HSR  | B      | 49 min 54 s | + 3 min 52 s |
| 18   | Kalle Grundel   | Reinhard Michel  | Volkswagen Golf GTI         | A      | 49 min 59 s | + 3 min 57 s |
| 19   | Harri Toivonen  | John Daniels     | Mitsubishi Lancer Turbo     | 4      | 50 min 04 s | + 4 min 02 s |
| 20   | Stig Andervang  | Stuart Derry     | Ford Escort RS1800          | B      | 50 min 22 s | + 4 min 20 s |
| 29   | Hannu Mikkola   | Arne Hertz       | Audi Quattro A2             | B      | 51 min 40 s | + 5 min 38 s |

#### Leeds - Middlesbrough
Les équipages restant en course repartent en fin d'après-midi en direction du parc national des North York Moors. Dans les épreuves forestières, Blomqvist se montre de loin le plus rapide, et accentue nettement son avance sur ses poursuivants. À la nuit tombée, dans le long secteur traversant la forêt de Dalby, il parcourt une quarantaine de kilomètres avant de rattraper Toivonen, parti une minute avant lui. La piste étant très étroite, il doit le suivre durant quelques minutes avant que le pilote Finlandais ne puisse s'écarter afin de lui laisser le passage ; Blomqvist double l'Opel mais se rend compte, en remettant les pleins phares, que la boue projetée par l'Opel a rendu son éclairage totalement inefficace. Les deux voitures sont alors roues dans roues et, malgré l'absence de visibilité, le Suédois ne lève pas vraiment le pied. Il finit par se faire surprendre à l'amorce d'un virage à droite, qu'il aborde trop vite ; il met l'Audi en travers et négocie tout de même la courbe, mais emporté par son élan heurte violemment un pin, défonçant l'aile arrière gauche de sa Quattro. Projeté de l'autre côté de la route, il se retrouve face à un talus qu'il escalade avant de retomber sur la piste aux flancs de l'Opel. Seule la carrosserie a été touchée et l'acrobate suédois reprend vite l'avantage et parvient à décrocher son poursuivant, également pénalisé par la boue recouvrant ses phares. Malgré cette alerte, Blomqvist conclut le parcours avec un nouveau meilleur temps, reléguant tous ses adversaires à plus d'une minute ! Sa coéquipière Michèle Mouton étant sortie de la route dans ce secteur, il se retrouve avec un avantage de trois minutes et demie sur Toivonen, désormais second. Waldegård, troisième, est à plus de cinq minutes tandis que, sur la deuxième Toyota, Per Eklund est également sorti et a perdu plus d'un quart d'heure. Ari Vatanen, qui occupait jusqu'alors la cinquième place, a lui aussi abandonné ses chances dans la forêt, une sérieuse touchette ayant endommagé une canalisation d'huile de son Opel, lui faisant perdre près de vingt minutes. Les mécaniciens d'Audi vont parvenir à mouler une aile en fibre de verre sur la voiture de Blomqvist, qui va encore accentuer son avance jusque Middlesbrough, qu'il rallie peu avant minuit avec une marge de près de quatre minutes sur Toivonen et de plus de six sur Waldegård, ce dernier étant talonné par McRae. Mikkola a effectué une spectaculaire remontée et occupe la sixième place, juste derrière la Vauxhall de Russell Brookes. Il ne reste plus que cent-trois concurrents en course, Mouton occupant la dernière place après être une nouvelle fois sortie de la route dans le secteur de Wykeham.
| Pos. | Pilote           | Copilote          | Voiture                     | Groupe | Temps           | Écart         |
| ---- | ---------------- | ----------------- | --------------------------- | ------ | --------------- | ------------- |
| 1    | Stig Blomqvist   | Björn Cederberg   | Audi Quattro A2             | B      | 2 h 05 min 07 s |               |
| 2    | Henri Toivonen   | Fred Gallagher    | Opel Manta 400              | B      | 2 h 08 min 53 s | + 3 min 46 s  |
| 3    | Björn Waldegård  | Hans Thorszelius  | Toyota Celica Twincam Turbo | B      | 2 h 11 min 27 s | + 6 min 20 s  |
| 4    | Jimmy McRae      | Ian Grindrod      | Opel Manta 400              | B      | 2 h 11 min 44 s | + 6 min 37 s  |
| 5    | Russell Brookes  | Mike Broad        | Vauxhall Chevette 2300 HSR  | B      | 2 h 12 min 20 s | + 7 min 13 s  |
| 6    | Hannu Mikkola    | Arne Hertz        | Audi Quattro A2             | B      | 2 h 12 min 50 s | + 7 min 43 s  |
| 7    | Antero Laine     | Pekka Hokkanen    | Audi Quattro A2             | B      | 2 h 12 min 51 s | + 7 min 44 s  |
| 8    | John Buffum      | Neil Wilson       | Audi Quattro A2             | B      | 2 h 13 min 41 s | + 8 min 34 s  |
| 9    | Juha Kankkunen   | Juha Piironen     | Toyota Celica Twincam Turbo | B      | 2 h 13 min 48 s | + 8 min 41 s  |
| 10   | Lasse Lampi      | Pentti Kuukkala   | Audi Quattro A2             | B      | 2 h 13 min 58 s | + 8 min 51 s  |
| 11   | Peter Geitel     | Mike Wood         | Nissan 240RS                | B      | 2 h 18 min 01 s | + 12 min 54 s |
| 12   | Darryl Weidner   | Arthur Rob        | Audi Quattro A1             | B      | 2 h 18 min 21 s | + 13 min 14 s |
| 13   | George Hill      | Ron Varley        | Vauxhall Chevette 2300 HSR  | B      | 2 h 19 min 19 s | + 14 min 12 s |
| 14   | Mikael Sundström | David Orrick      | Opel Ascona i2000           | A      | 2 h 20 min 49 s | + 15 min 42 s |
| 15   | Kalle Grundel    | Reinhard Michel   | Volkswagen Golf GTI         | A      | 2 h 21 min 15 s | + 16 min 08 s |
| 16   | Mats Jonsson     | Johnny Johansson  | Opel Ascona i2000           | 2      | 2 h 21 min 29 s | + 16 min 22 s |
| 17   | Mats Holmbom     | Joakim Pettersson | Opel Kadett GT/E            | A      | 2 h 22 min 54 s | + 17 min 47 s |
| 18   | Malcolm Wilson   | Phil Short        | Ford Escort RS1600i         | A      | 2 h 23 min 01 s | + 17 min 54 s |
| 19   | Christian Rio    | Jean-Bernard Vieu | Citroën Visa Chrono         | B      | 2 h 23 min 07 s | + 18 min 00 s |
| 20   | Maurice Chomat   | Didier Breton     | Citroën Visa Chrono         | B      | 2 h 23 min 46 s | + 18 min 39 s |
| 28   | Per Eklund       | Dave Whittock     | Toyota Celica Twincam Turbo | B      | 2 h 25 min 56 s | + 20 min 49 s |
| 40   | Ari Vatanen      | Terry Harryman    | Opel Manta 400              | B      | 2 h 31 min 20 s | + 26 min 13 s |

### Troisième étape

#### Middlesbrough - Hawick
Les équipages repartent après une pause de deux heures, cinq épreuves nocturnes devant être disputées avant de gagner Hawick. Dès la première, Mikkola s'empare de la cinquième place au détriment de Brookes, tandis que Blomqvist se montre une nouvelle fois le meilleur et accentue son avance. Très attardés, Vatanen et Michèle Mouton renoncent tous deux. Dans la relativement courte spéciale de Slaley, une indication manquante va entraîner la sortie de route de plusieurs concurrents, dont Toivonen qui perd plus de six minute et tombe à la neuvième place du classement général. Blomqvist possède alors sept minutes de marge sur Waldegård, Mikkola et McRae, au coude à coude, venant une minute derrière. Malgré quelques problèmes d'allumage peu avant Hawick, Blomqvist conserve ses sept minutes d'avance sur son compatriote lorsqu'il rallie le parc fermé en début de matinée, tandis que Mikkola, troisième, n'est plus qu'à trente secondes de la Toyota. Il devance McRae et Brookes, alors que Toivonen est remonté en septième position, derrière l'Audi d'Antero Laine. Quatre-vingt-cinq voitures sont encore en course.

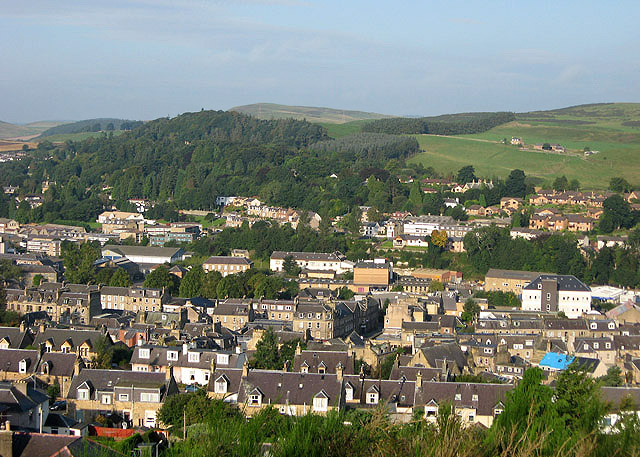
Hawick, petite ville des Scottish Borders.

| Pos. | Pilote           | Copilote          | Voiture                     | Groupe | Temps           | Écart         |
| ---- | ---------------- | ----------------- | --------------------------- | ------ | --------------- | ------------- |
| 1    | Stig Blomqvist   | Björn Cederberg   | Audi Quattro A2             | B      | 2 h 55 min 55 s |               |
| 2    | Björn Waldegård  | Hans Thorszelius  | Toyota Celica Twincam Turbo | B      | 3 h 03 min 00 s | + 7 min 05 s  |
| 3    | Hannu Mikkola    | Arne Hertz        | Audi Quattro A2             | B      | 3 h 03 min 28 s | + 7 min 33 s  |
| 4    | Jimmy McRae      | Ian Grindrod      | Opel Manta 400              | B      | 3 h 04 min 36 s | + 8 min 41 s  |
| 5    | Russell Brookes  | Mike Broad        | Vauxhall Chevette 2300 HSR  | B      | 3 h 05 min 16 s | + 9 min 21 s  |
| 6    | Antero Laine     | Pekka Hokkanen    | Audi Quattro A2             | B      | 3 h 05 min 48 s | + 9 min 53 s  |
| 7    | Henri Toivonen   | Fred Gallagher    | Opel Manta 400              | B      | 3 h 06 min 24 s | + 10 min 29 s |
| 8    | Lasse Lampi      | Pentti Kuukkala   | Audi Quattro A2             | B      | 3 h 06 min 30 s | + 10 min 35 s |
| 9    | John Buffum      | Neil Wilson       | Audi Quattro A2             | B      | 3 h 08 min 29 s | + 12 min 34 s |
| 10   | Peter Geitel     | Mike Wood         | Nissan 240RS                | B      | 3 h 13 min 03 s | + 17 min 08 s |
| 11   | Darryl Weidner   | Arthur Rob        | Audi Quattro A1             | B      | 3 h 14 min 02 s | + 18 min 07 s |
| 12   | George Hill      | Ron Varley        | Vauxhall Chevette 2300 HSR  | B      | 3 h 15 min 54 s | + 19 min 59 s |
| 13   | Mikael Sundström | David Orrick      | Opel Ascona i2000           | A      | 3 h 16 min 17 s | + 20 min 22 s |
| 14   | Kalle Grundel    | Reinhard Michel   | Volkswagen Golf GTI         | A      | 3 h 16 min 36 s | + 20 min 41 s |
| 15   | Mats Jonsson     | Johnny Johansson  | Opel Ascona i2000           | 2      | 3 h 17 min 05 s | + 21 min 10 s |
| 16   | Mats Holmbom     | Joakim Pettersson | Opel Kadett GT/E            | A      | 3 h 18 min 14 s | + 22 min 19 s |
| 17   | Christian Rio    | Jean-Bernard Vieu | Citroën Visa Chrono         | B      | 3 h 20 min 20 s | + 24 min 25 s |
| 18   | Juha Kankkunen   | Juha Piironen     | Toyota Celica Twincam Turbo | B      | 3 h 20 min 43 s | + 24 min 48 s |
| 19   | Maurice Chomat   | Didier Breton     | Citroën Visa Chrono         | B      | 3 h 21 min 12 s | + 25 min 17 s |
| 20   | Malcolm Wilson   | Phil Short        | Ford Escort RS1600i         | A      | 3 h 21 min 27 s | + 25 min 32 s |

#### Hawick - Windermere
Après moins de deux heures de pause, les équipages restant en course reprennent la route, quittant l'Ecosse en direction de Windermere. Bien que confortablement installé en tête, Blomqvist continue à attaquer au cours de la journée du lundi, remportant la majorité des épreuves spéciales. Rapidement débordé par Mikkola, Waldegård va sortir de la route dans la forêt de Grizedale, arrachant une roue de sa Toyota. L'équipage parviendra à repartir après plus d'une heure d'efforts, mais ne pourra rallier Windermere dans le temps imparti et sera mis hors course. Les Audi officielles occupent donc les deux premières places le lundi soir, Blomqvist possédant huit minutes d'avance sur Mikkola. Toujours en bagarre, Brookes et McRae sont quatre minutes plus loin. Septième derrière les Audi privées de Lasse Lampi et John Buffum, la Volkswagen Golf de Kalle Grundel est en tête du groupe A.

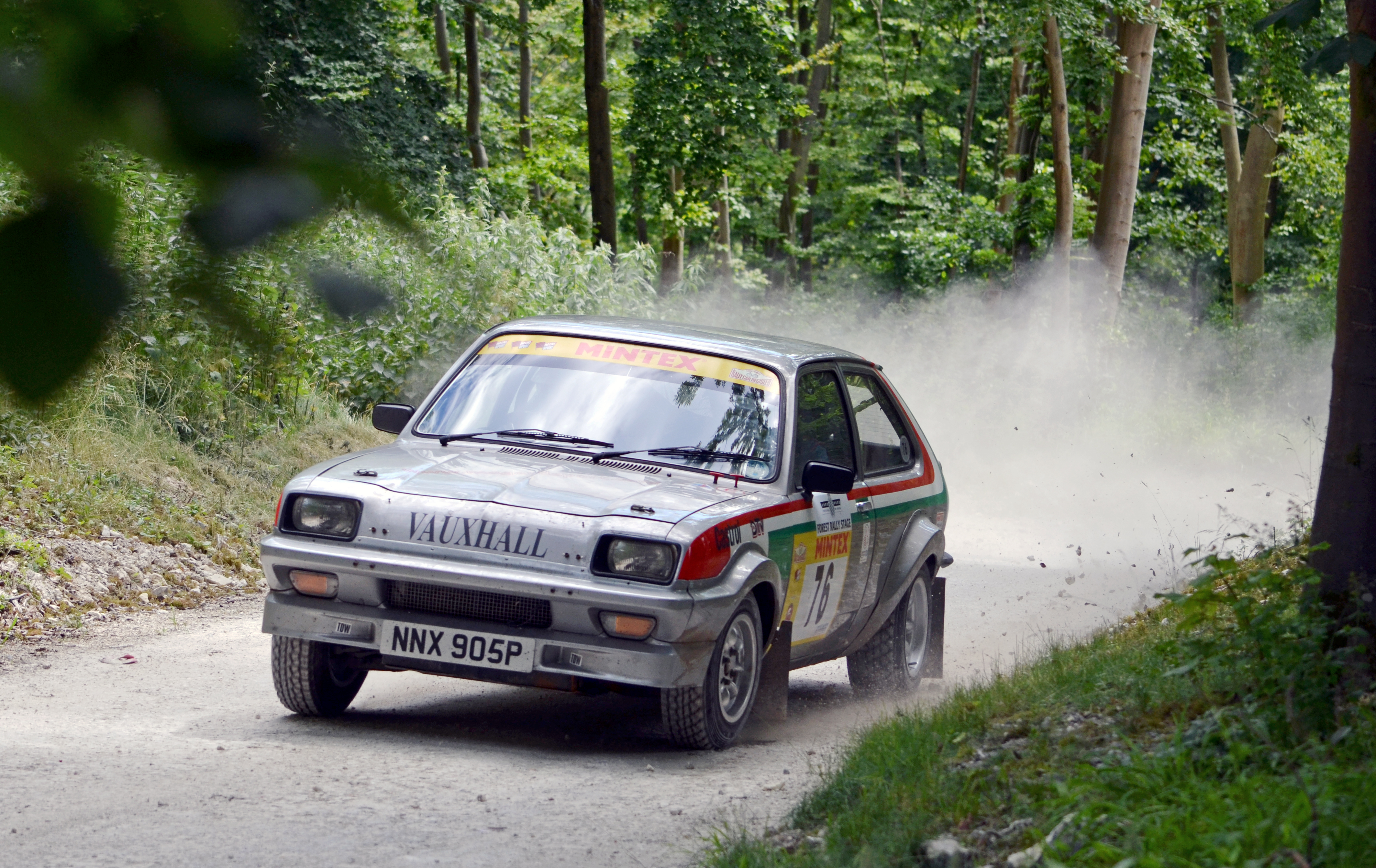
Une Vauxhall Chevette HSR semblable à celle de Russell Brookes, troisième à l'issue de la troisième étape.

| Pos. | Pilote             | Copilote           | Voiture                     | Groupe | Temps           | Écart         |
| ---- | ------------------ | ------------------ | --------------------------- | ------ | --------------- | ------------- |
| 1    | Stig Blomqvist     | Björn Cederberg    | Audi Quattro A2             | B      | 4 h 05 min 51 s |               |
| 2    | Hannu Mikkola      | Arne Hertz         | Audi Quattro A2             | B      | 4 h 14 min 00 s | + 8 min 09 s  |
| 3    | Russell Brookes    | Mike Broad         | Vauxhall Chevette 2300 HSR  | B      | 4 h 17 min 36 s | + 11 min 45 s |
| 4    | Jimmy McRae        | Ian Grindrod       | Opel Manta 400              | B      | 4 h 17 min 57 s | + 12 min 06 s |
| 5    | Lasse Lampi        | Pentti Kuukkala    | Audi Quattro A2             | B      | 4 h 20 min 39 s | + 14 min 48 s |
| 6    | John Buffum        | Neil Wilson        | Audi Quattro A2             | B      | 4 h 26 min 35 s | + 20 min 44 s |
| 7    | Kalle Grundel      | Reinhard Michel    | Volkswagen Golf GTI         | A      | 4 h 31 min 49 s | + 25 min 58 s |
| 8    | Peter Geitel       | Mike Wood          | Nissan 240RS                | B      | 4 h 32 min 35 s | + 26 min 44 s |
| 9    | Darryl Weidner     | Arthur Rob         | Audi Quattro A1             | B      | 4 h 32 min 38 s | + 26 min 47 s |
| 10   | Antero Laine       | Pekka Hokkanen     | Audi Quattro A2             | B      | 4 h 32 min 54 s | + 27 min 03 s |
| 11   | Mikael Sundström   | David Orrick       | Opel Ascona i2000           | A      | 4 h 33 min 57 s | + 28 min 06 s |
| 12   | Juha Kankkunen     | Juha Piironen      | Toyota Celica Twincam Turbo | B      | 4 h 35 min 06 s | + 29 min 15 s |
| 13   | Mats Jonsson       | Johnny Johansson   | Opel Ascona i2000           | 2      | 4 h 35 min 27 s | + 29 min 36 s |
| 14   | Mats Holmbom       | Joakim Pettersson  | Opel Kadett GT/E            | A      | 4 h 37 min 15 s | + 31 min 24 s |
| 15   | George Hill        | Ron Varley         | Vauxhall Chevette 2300 HSR  | B      | 4 h 37 min 33 s | + 31 min 42 s |
| 16   | Christian Rio      | Jean-Bernard Vieu  | Citroën Visa Chrono         | B      | 4 h 39 min 23 s | + 33 min 32 s |
| 17   | Maurice Chomat     | Didier Breton      | Citroën Visa Chrono         | B      | 4 h 39 min 25 s | + 33 min 34 s |
| 18   | Malcolm Wilson     | Phil Short         | Ford Escort RS1600i         | A      | 4 h 39 min 47 s | + 33 min 56 s |
| 19   | Lars-Erik Torph    | Jan Svanström      | Opel Ascona i2000           | 2      | 4 h 40 min 52 s | + 35 min 01 s |
| 20   | Philippe Wambergue | Jean De Alexandris | Citroën Visa Chrono         | B      | 4 h 43 min 31 s | + 37 min 40 s |

### Quatrième étape

#### Windermere - Dolgellau
Le mardi matin, les équipages doivent disputer une ultime épreuve dans la forêt de Grizedale avant de reprendre la direction de Leeds. Bien que ne demandant plus le maximum à son moteur, Blomqvist fait jeu égal avec Mikkola, les deux hommes se partageant les meilleurs temps tant dans les spéciales anglaises, le matin, que dans les galloises, l'après-midi. À la halte de Dolgellau, le soir, neuf minutes séparent les deux coéquipiers, qui naviguent loin devant l'Opel de McRae et l'Audi privée de Lampi. Retardé par une sortie de route suivie d'un tonneau dans la forêt de Gwydir, Brookes a rétrogradé à la sixième place, derrière Buffum.

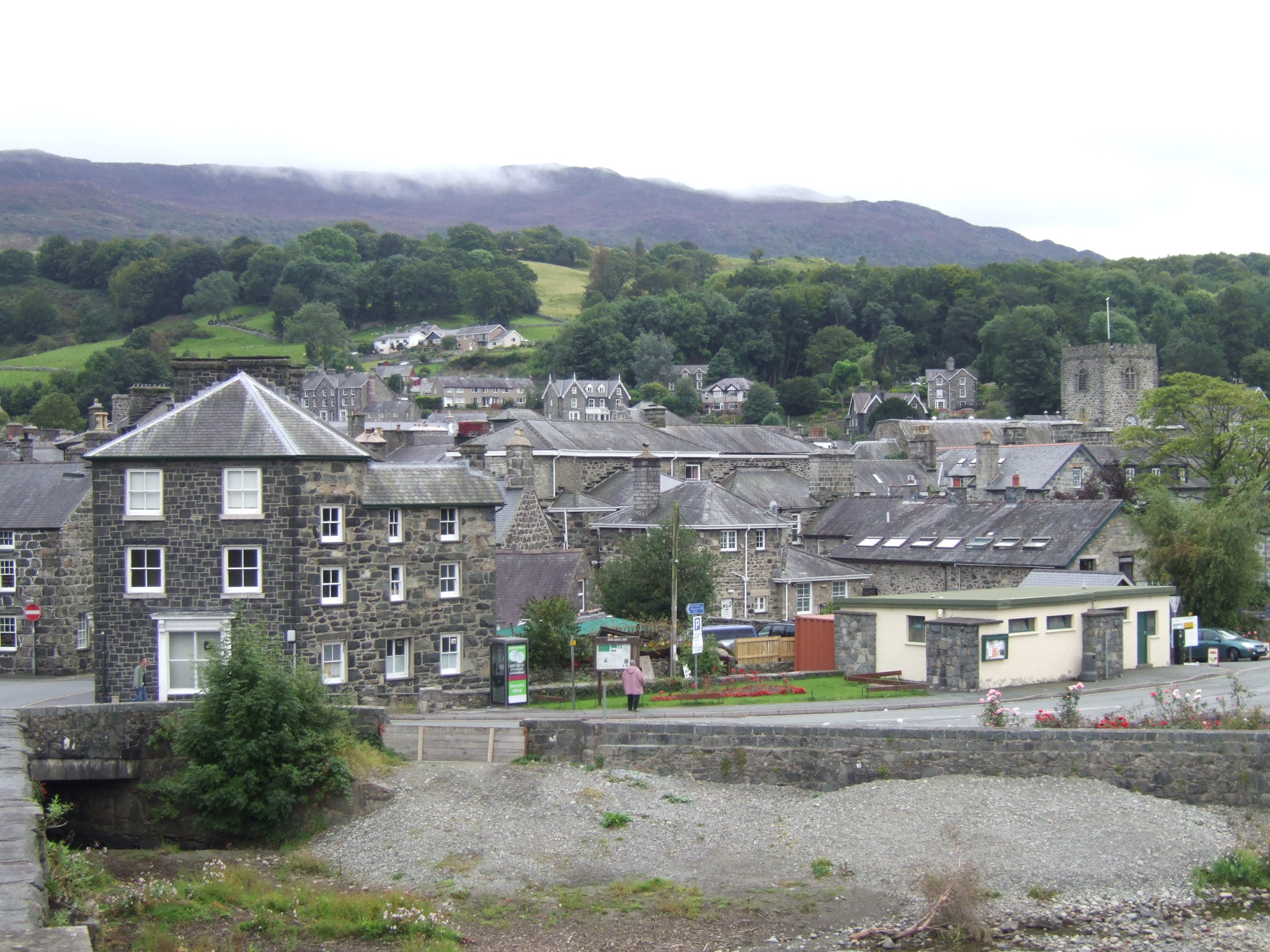
Dolgellau, au cœur du Pays de Galle.

| Pos. | Pilote           | Copilote          | Voiture                     | Groupe | Temps           | Écart         |
| ---- | ---------------- | ----------------- | --------------------------- | ------ | --------------- | ------------- |
| 1    | Stig Blomqvist   | Björn Cederberg   | Audi Quattro A2             | B      | 5 h 29 min 51 s |               |
| 2    | Hannu Mikkola    | Arne Hertz        | Audi Quattro A2             | B      | 5 h 39 min 06 s | + 9 min 15 s  |
| 3    | Jimmy McRae      | Ian Grindrod      | Opel Manta 400              | B      | 5 h 46 min 57 s | + 17 min 06 s |
| 4    | Lasse Lampi      | Pentti Kuukkala   | Audi Quattro A2             | B      | 5 h 47 min 43 s | + 17 min 52 s |
| 5    | John Buffum      | Neil Wilson       | Audi Quattro A2             | B      | 5 h 55 min 28 s | + 25 min 37 s |
| 6    | Russell Brookes  | Mike Broad        | Vauxhall Chevette 2300 HSR  | B      | 5 h 56 min 30 s | + 26 min 39 s |
| 7    | Kalle Grundel    | Reinhard Michel   | Volkswagen Golf GTI         | A      | 6 h 02 min 15 s | + 32 min 24 s |
| 8    | Juha Kankkunen   | Juha Piironen     | Toyota Celica Twincam Turbo | B      | 6 h 03 min 41 s | + 33 min 50 s |
| 9    | Darryl Weidner   | Arthur Rob        | Audi Quattro A1             | B      | 6 h 03 min 51 s | + 34 min 00 s |
| 10   | Mikael Sundström | David Orrick      | Opel Ascona i2000           | A      | 6 h 09 min 56 s | + 40 min 05 s |
| 11   | Mats Holmbom     | Joakim Pettersson | Opel Kadett GT/E            | A      | 6 h 11 min 16 s | + 41 min 25 s |
| 12   | Mats Jonsson     | Johnny Johansson  | Opel Ascona i2000           | 2      | 6 h 12 min 10 s | + 42 min 19 s |
| 13   | George Hill      | Ron Varley        | Vauxhall Chevette 2300 HSR  | B      | 6 h 12 min 11 s | + 42 min 20 s |
| 14   | Peter Geitel     | Mike Wood         | Nissan 240RS                | B      | 6 h 13 min 58 s | + 44 min 07 s |
| 15   | Maurice Chomat   | Didier Breton     | Citroën Visa Chrono         | B      | 6 h 14 min 26 s | + 44 min 35 s |
| 16   | Malcolm Wilson   | Phil Short        | Ford Escort RS1600i         | A      | 6 h 15 min 48 s | + 45 min 57 s |
| 17   | Lars-Erik Torph  | Jan Svanström     | Opel Ascona i2000           | 2      | 6 h 16 min 46 s | + 46 min 55 s |
| 18   | Christian Rio    | Jean-Bernard Vieu | Citroën Visa Chrono         | B      | 6 h 16 min 48 s | + 46 min 57 s |
| 19   | Donie Keating    | Bryan Harris      | Talbot Sunbeam Lotus        | B      | 6 h 17 min 49 s | + 47 min 58 s |
| 20   | Alan Johnston    | Bobby Willis      | Toyota Corolla              | A      | 6 h 22 min 59 s | + 53 min 08 s |

#### Dolgellau - Swansea
La nuit galloise n'apporte aucun changement parmi les hommes de tête, le seul évènement notable étant la remontée de Brookes qui réalise à deux reprises le meilleur temps et dépasse Buffum pour le gain de la cinquième place. Blomqvist et Mikkola continuent à dominer et rallient Swansea avec une très confortable avance sur McRae, désormais solidement installé à la troisième place, tandis que Kankunnen est revenu en cinquième position, devant Grundel qui domine toujours le groupe A.
| Pos. | Pilote           | Copilote          | Voiture                     | Groupe | Temps           | Écart             |
| ---- | ---------------- | ----------------- | --------------------------- | ------ | --------------- | ----------------- |
| 1    | Stig Blomqvist   | Björn Cederberg   | Audi Quattro A2             | B      | 7 h 49 min 46 s |                   |
| 2    | Hannu Mikkola    | Arne Hertz        | Audi Quattro A2             | B      | 7 h 59 min 46 s | + 10 min 00 s     |
| 3    | Jimmy McRae      | Ian Grindrod      | Opel Manta 400              | B      | 8 h 11 min 23 s | + 21 min 37 s     |
| 4    | Lasse Lampi      | Pentti Kuukkala   | Audi Quattro A2             | B      | 8 h 16 min 01 s | + 26 min 15 s     |
| 5    | Russell Brookes  | Mike Broad        | Vauxhall Chevette 2300 HSR  | B      | 8 h 17 min 50 s | + 28 min 04 s     |
| 6    | John Buffum      | Neil Wilson       | Audi Quattro A2             | B      | 8 h 18 min 39 s | + 28 min 53 s     |
| 7    | Juha Kankkunen   | Juha Piironen     | Toyota Celica Twincam Turbo | B      | 8 h 28 min 00 s | + 38 min 14 s     |
| 8    | Kalle Grundel    | Reinhard Michel   | Volkswagen Golf GTI         | A      | 8 h 34 min 20 s | + 44 min 34 s     |
| 9    | Mikael Sundström | David Orrick      | Opel Ascona i2000           | A      | 8 h 37 min 46 s | + 48 min 00 s     |
| 10   | Mats Holmbom     | Joakim Pettersson | Opel Kadett GT/E            | A      | 8 h 40 min 40 s | + 50 min 54 s     |
| 11   | Mats Jonsson     | Johnny Johansson  | Opel Ascona i2000           | 2      | 8 h 41 min 11 s | + 51 min 25 s     |
| 12   | Peter Geitel     | Mike Wood         | Nissan 240RS                | B      | 8 h 43 min 15 s | + 53 min 29 s     |
| 13   | Malcolm Wilson   | Phil Short        | Ford Escort RS1600i         | A      | 8 h 46 min 18 s | + 56 min 32 s     |
| 14   | Maurice Chomat   | Didier Breton     | Citroën Visa Chrono         | B      | 8 h 48 min 37 s | + 58 min 51 s     |
| 15   | Donie Keating    | Bryan Harris      | Talbot Sunbeam Lotus        | B      | 8 h 50 min 34 s | + 1 h 00 min 48 s |
| 16   | Stig Andervang   | Stuart Derry      | Ford Escort RS1800          | B      | 8 h 57 min 02 s | + 1 h 07 min 16 s |
| 17   | Christian Rio    | Jean-Bernard Vieu | Citroën Visa Chrono         | B      | 8 h 57 min 43 s | + 1 h 07 min 57 s |
| 18   | Alan Johnston    | Bobby Willis      | Toyota Corolla              | A      | 8 h 58 min 30 s | + 1 h 08 min 44 s |

#### Swansea - Bath
Les dernières épreuves chronométrées, dans la journée du mercredi, n'apportent aucun changement. Les Audi rallient Bath triomphalement, réalisant le doublé. Terminant avec près de dix minutes d'avance sur son coéquipier Mikkola, Blomqvist remporte sa deuxième victoire au RAC, douze ans après la première obtenue au volant d'une Saab. Troisième devant Lampi et Brookes, McRae complète le podium tandis que Grundel, huitième, s'impose en groupe A. Seulement soixante-et-un équipages ont atteint l'arrivée.

### Classements intermédiaires
Classements intermédiaires des pilotes après chaque épreuve spéciale

### Classement général

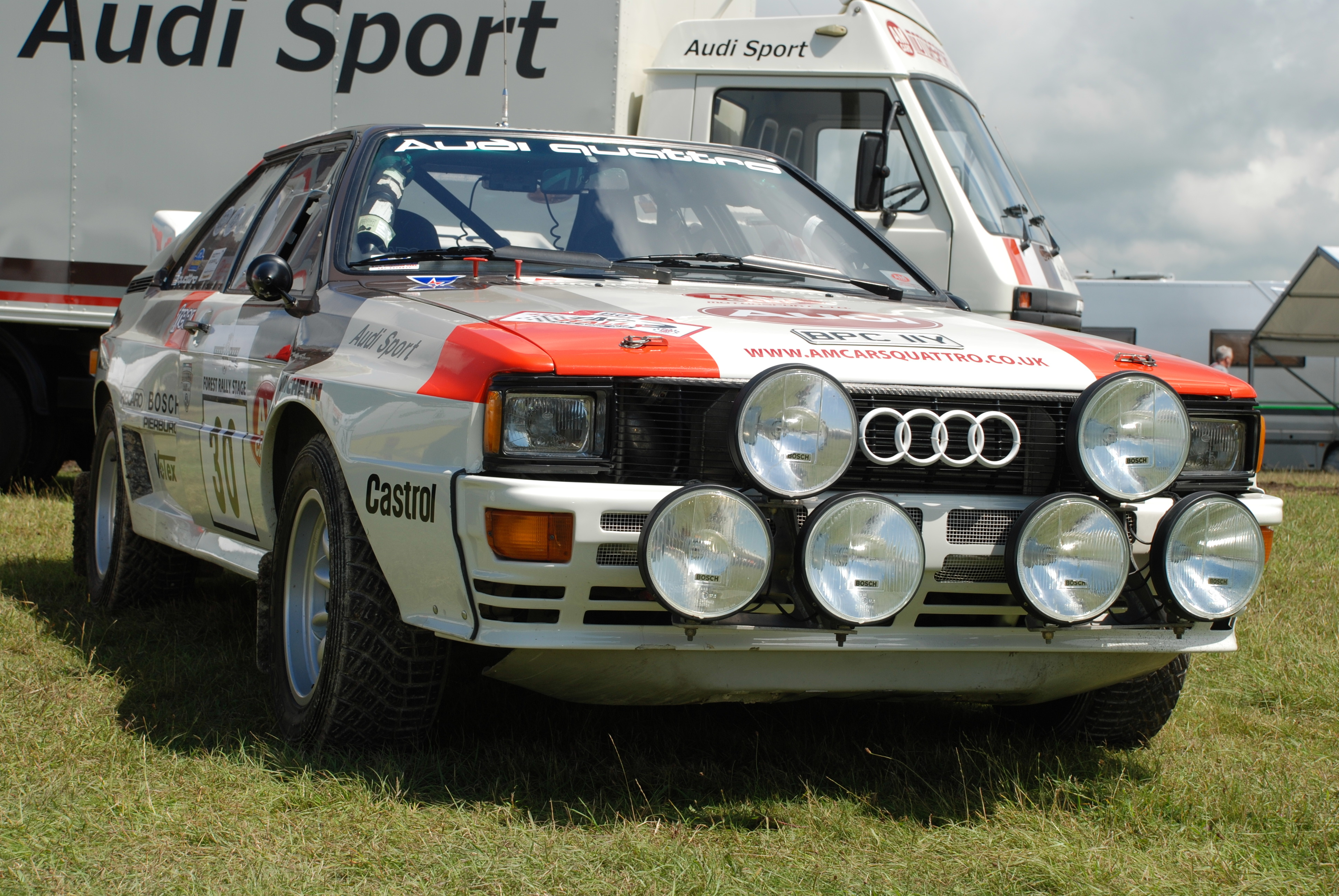
Pour la troisième fois consécutive, une Audi Quattro remporte le RAC.

| Pos | No | Pilote           | Copilote         | Voiture                     | Temps           | Écart         | Groupe |
| --- | -- | ---------------- | ---------------- | --------------------------- | --------------- | ------------- | ------ |
| 1   | 3  | Stig Blomqvist   | Björn Cederberg  | Audi Quattro A2             | 8 h 50 min 28 s |               | B      |
| 2   | 1  | Hannu Mikkola    | Roland Gumpert   | Audi Quattro A2             | 9 h 00 min 21 s | + 9 min 53 s  | B      |
| 3   | 8  | Jimmy McRae      | Ian Grindrod     | Opel Manta 400              | 9 h 12 min 19 s | + 22 min 51 s | B      |
| 4   | 10 | Lasse Lampi      | Pentti Kuukkala  | Audi Quattro A2             | 9 h 16 min 57 s | + 26 min 29 s | B      |
| 5   | 14 | Russell Brookes  | Mike Broad       | Vauxhall Chevette 2300 HSR  | 9 h 19 min 01 s | + 28 min 33 s | B      |
| 6   | 15 | John Buffum      | Neil Wilson      | Audi Quattro A2             | 9 h 21 min 16 s | + 30 min 48 s | B      |
| 7   | 16 | Juha Kankkunen   | Juha Piironen    | Toyota Celica Twincam Turbo | 9 h 31 min 49 s | + 41 min 21 s | B      |
| 8   | 19 | Kalle Grundel    | Reinhard Michel  | Volkswagen Golf GTI         | 9 h 38 min 20 s | + 47 min 52 s | A      |
| 9   | 37 | Mikael Sundström | David Orrick     | Opel Ascona i2000           | 9 h 42 min 18 s | + 51 min 50 s | A      |
| 10  | 31 | Mats Jonsson     | Johnny Johansson | Opel Ascona i2000           | 9 h 45 min 07 s | + 54 min 39 s | 2      |

### Équipages de tête
- ES1 à ES4 :  Hannu Mikkola -  Arne Hertz (Audi Quattro A2)
- ES5 à ES59 :  Stig Blomqvist -  Björn Cederberg (Audi Quattro A2)

### Vainqueurs d'épreuves spéciales
- Stig Blomqvist -  Björn Cederberg (Audi Quattro A2) : 36 spéciales (ES 2, 4 à 6, 8, 9, 12 à 17, 19 à 21, 23, 25 à 27, 29, 31 à 34, 36, 38, 40, 42 à 45, 48 à 50, 57, 59)
- Hannu Mikkola -  Arne Hertz (Audi Quattro A2) : 16 spéciales (ES 1, 3, 7, 10, 18, 25, 28, 30, 35, 37, 39, 46, 47, 51, 52, 58)
- Russell Brookes -  Mike Broad (Vauxhall Chevette 2300 HSR) : 3 spéciales (ES 53, 55, 56)
- Michèle Mouton -  Fabrizia Pons (Audi Quattro A2) : 2 spéciales (ES 6, 9)
- Henri Toivonen -  Fred Gallagher (Opel Manta 400) : 2 spéciales (ES 11, 24)
- Jimmy McRae -  Ian Grindrod (Opel Manta 400) : 1 spéciale (ES 30)
- Stig Andervang -  Stuart Derry (Ford Escort RS1800) : 1 spéciale (ES 54)
- Lasse Lampi -  Pentti Kuukkala (Audi Quattro A2) : 1 spéciale (ES 57)

## Résultats des principaux engagés
| No | Pilote               | Copilote           | Voiture                     | Groupe | Classement général                          | Class. groupe |
| -- | -------------------- | ------------------ | --------------------------- | ------ | ------------------------------------------- | ------------- |
| 1  | Hannu Mikkola        | Arne Hertz         | Audi Quattro A2             | B      | 2e à 9 min 53 s                             | 2e            |
| 2  | Henri Toivonen       | Fred Gallagher     | Opel Manta 400              | B      | ab. dans la 31e spéciale (joint de culasse) | -             |
| 3  | Stig Blomqvist       | Björn Cederberg    | Audi Quattro A2             | B      | 1er                                         | 1er           |
| 4  | Per Eklund           | Dave Whittock      | Toyota Celica Twincam Turbo | B      | ab. dans la 23e spéciale (moteur)           | -             |
| 5  | Michèle Mouton       | Fabrizia Pons      | Audi Quattro A2             | B      | ab. dans la 20e spéciale (sortie de route)  | -             |
| 6  | Ari Vatanen          | Terry Harryman     | Opel Manta 400              | B      | ab. dans la 20e spéciale (sortie de route)  | -             |
| 7  | Björn Waldegård      | Hans Thorszelius   | Toyota Celica Twincam Turbo | B      | ab. après la 32e spéciale (hors délai)      | -             |
| 8  | Jimmy McRae          | Ian Grindrod       | Opel Manta 400              | B      | 3e à 22 min 51 s                            | 3e            |
| 9  | Timo Salonen         | Seppo Harjanne     | Nissan 240RS                | B      | ab. dans la 9e spéciale (sortie de route)   | -             |
| 10 | Lasse Lampi          | Pentti Kuukkala    | Audi Quattro A2             | B      | 4e à 26 min 29 s                            | 4e            |
| 13 | Marc Duez            | Léon Lejeune       | Opel Manta GT/E             | A      | ab. dans la 6e spéciale (moteur)            | -             |
| 14 | Russell Brookes      | Mike Broad         | Vauxhall Chevette 2300 HSR  | B      | 5e à 28 min 33 s                            | 5e            |
| 15 | John Buffum          | Neil Wilson        | Audi Quattro A2             | B      | 6e à 30 min 48 s                            | 6e            |
| 16 | Juha Kankkunen       | Juha Piironen      | Toyota Celica Twincam Turbo | B      | 7e à 41 min 21 s                            | 7e            |
| 17 | Terry Kaby           | Mike Nicholson     | Vauxhall Chevette 2300 HSR  | B      | ab. dans la 42e spéciale (sortie de route)  | -             |
| 18 | Darryl Weidner       | Arthur Rob         | Audi Quattro A1             | B      | ab. dans la 52e spéciale (turbo)            | -             |
| 19 | Kalle Grundel        | Reinhard Michel    | Volkswagen Golf GTI         | A      | 8e à 47 min 52 s                            | 1er           |
| 20 | Malcolm Wilson       | Phil Short         | Ford Escort RS1600i         | A      | 13e à 1 h 03 min 38 s                       | 4e            |
| 22 | Louise Aitken-Walker | Ellen Morgan       | Ford Escort RS1600i         | A      | ab. dans la 37e spéciale (distributeur)     | -             |
| 23 | Antero Laine         | Pekka Hokkanen     | Audi Quattro A2             | B      | ab. dans la 42e spéciale (incendie)         | -             |
| 24 | Chris Lord           | Kevin Gormley      | Mazda RX-7                  | A      | ab. dans la 36e spéciale (moteur)           | -             |
| 26 | John Haugland        | Jan-Olof Bohlin    | Škoda 120 LS                | A      | 26e à 1 h 39 min 58 s                       | 10e           |
| 31 | Mats Jonsson         | Johnny Johansson   | Opel Ascona i2000           | 2      | 10e à 54 min 39 s                           | 1er           |
| 32 | Harri Toivonen       | John Daniels       | Mitsubishi Lancer Turbo     | 4      | ab. dans la 16e spéciale (moteur)           | -             |
| 36 | Christian Rio        | Jean-Bernard Vieu  | Citroën Visa Chrono         | B      | 18e à 1 h 15 min 29 s                       | 12e           |
| 37 | Mikael Sundström     | David Orrick       | Opel Ascona i2000           | A      | 9e à 51 min 50 s                            | 2e            |
| 38 | Maurice Chomat       | Didier Breton      | Citroën Visa Chrono         | B      | 14e à 1 h 05 min 04 s                       | 9e            |
| 40 | Philippe Wambergue   | Jean De Alexandris | Citroën Visa Chrono         | B      | ab. dans la 36e spéciale (moteur)           | -             |
| 41 | Peter Geitel         | Mike Wood          | Nissan 240RS                | B      | 12e à 58 min 37 s                           | 8e            |
| 42 | George Marshall      | Ken Wilson         | Vauxhall Chevette 2300 HSR  | 4      | ab. dans la 38e spéciale (sortie de route)  | -             |
| 43 | Lars-Erik Torph      | Jan Svanström      | Opel Ascona i2000           | 2      | ab. dans la 50e spéciale (demi-arbre)       | -             |
| 44 | Phil Collins         | Stuart Harrold     | Opel Manta 400              | B      | ab. dans la 17e spéciale (différentiel)     | -             |
| 46 | George Hill          | Ron Varley         | Vauxhall Chevette 2300 HSR  | B      | ab. dans la 49e spéciale (retrait)          | -             |
| 49 | Stig Andervang       | Stuart Derry       | Ford Escort RS1800          | B      | 16e à 1 h 12 min 14 s                       | 11e           |
| 52 | Alan Johnston        | Bobby Willis       | Toyota Corolla              | A      | 17e à 1 h 14 min 28 s                       | 5e            |
| 57 | Donie Keating        | Bryan Harris       | Talbot Sunbeam Lotus        | B      | 15e à 1 h 07 min 42 s                       | 10e           |
| 63 | Christian Dorche     | Gérard Morin       | Citroën Visa Chrono         | B      | ab. dans la 21e spéciale (sortie de route)  | -             |
| 70 | Mats Holmbom         | Joakim Pettersson  | Opel Kadett GT/E            | A      | 11e à 55 min 53 s                           | 3e            |
| 99 | Alain Coppier        | Josépha Laloz      | Citroën Visa Trophée        | B      | ab. dans la 57e spéciale (allumage)         | -             |

## Classements finaux des championnats du monde

### Constructeurs
- Attribution des points : 10, 9, 8, 7, 6, 5, 4, 3, 2, 1 respectivement aux dix premières marques de chaque épreuve, additionnés de 8, 7, 6, 5, 4, 3, 2, 1 respectivement aux huit premières de chaque groupe (seule la voiture la mieux classée de chaque constructeur marque des points). Les points de groupe ne sont attribués qu'aux concurrents ayant terminé dans les dix premiers au classement général. Autorisées à participer, les voitures des groupes 2 et 4 ne sont pas éligibles aux points. Respectivement treizième et seizième du Rallye du Portugal, Citroën et Opel sont considérés neuvième et dixième de cette épreuve dans le cadre du championnat, car précédés par des voitures des groupes 2 ou 4, et marquent donc des points. De même au Safari, où Peugeot et Toyota, respectivement huitième et vingt-et-unième, sont considérés cinquième et huitième, en Nouvelle-Zélande pour Subaru, British Leyland, Mazda et Mitsubishi, considérés sixième, septième, huitième et neuvième et en Finlande pour Opel, officiellement dixième.

- Seuls les sept meilleurs résultats (sur dix épreuves) sont retenus pour le décompte final des points. Lancia doit donc décompter les dix points acquis en Argentine, Audi les six acquis au Sanremo et Opel les neuf acquis en Finlande.

| Pos. | Marque          | Points    | M-C  | POR  | SAF  | COR  | ACR  | NZ   | ARG   | FIN   | SAN   | RAC  |
| ---- | --------------- | --------- | ---- | ---- | ---- | ---- | ---- | ---- | ----- | ----- | ----- | ---- |
| 1    | Lancia          | 118 (128) | 10+8 | 8+6  | -    | 10+8 | 10+8 | 10+8 | (6+4) | 8+6   | 10+8  | -    |
| 2    | Audi            | 116 (122) | 8+6  | 10+8 | 9+7  | -    | 8+6  | -    | 10+8  | 10+8  | (4+2) | 10+8 |
| 3    | Opel            | 87 (96)   | 6+4  | 1+8  | 10+8 | 4+8  | 7+5  | -    | -     | (1+8) | 7+5   | 8+6  |
| 4    | Nissan          | 52        | -    | 3+1  | 7+5  | 5+3  | 5+3  | 9+7  | -     | 3+1   | -     | -    |
| 5    | Renault         | 27        | 4+2  | -    | -    | 6+4  | -    | -    | 4+7   | -     | -     | -    |
| 6    | Toyota          | 24        | -    | -    | 3+7  | -    | -    | -    | -     | 5+3   | -     | 4+2  |
| 7    | Subaru          | 13        | -    | -    | -    | -    | -    | 5+8  | -     | -     | -     | -    |
| 8    | British Leyland | 11        | -    | -    | -    | -    | -    | 4+7  | -     | -     | -     | -    |
| 8=   | Volkswagen      | 11        | -    | -    | -    | -    | -    | -    | -     | -     | -     | 3+8  |
| 10   | Peugeot         | 10        | -    | -    | 6+4  | -    | -    | -    | -     | -     | -     | -    |
| 10=  | Vauxhall        | 10        | -    | -    | -    | -    | -    | -    | -     | -     | -     | 6+4  |
| 12   | Citroën         | 9         | -    | 2+0  | -    | 3+2  | 2+0  | -    | -     | -     | -     | -    |
| 12=  | Mazda           | 9         | -    | -    | -    | -    | -    | 3+6  | -     | -     | -     | -    |
| 12=  | Alfa Romeo      | 9         | -    | -    | -    | -    | -    |      | -     | -     | 1+8   | -    |
| 15   | Talbot          | 8         | -    | 5+3  | -    | -    | -    | -    | -     | -     | -     | -    |
| 16   | Mitsubishi      | 7         | -    | -    | -    | -    | -    | 2+5  | -     | -     | -     | -    |

### Pilotes
- Attribution des points : 20, 15, 12, 10, 8, 6, 4, 3, 2, 1 respectivement aux dix premiers de chaque épreuve.
- Seuls les sept meilleurs résultats (sur douze épreuves) sont retenus pour le décompte final des points. Hannu Mikkola doit donc décompter les dix points acquis au Monte-Carlo. Autorisés à participer, les pilotes courant sur des voitures des groupes 2 et 4 ne sont pas éligibles aux points.

| Pos. | Pilote             | Marque        | Points    | M-C  | SUE | POR | SAF | COR | ACR | NZ | ARG | FIN | SAN | CIV | RAC |
| ---- | ------------------ | ------------- | --------- | ---- | --- | --- | --- | --- | --- | -- | --- | --- | --- | --- | --- |
| 1    | Hannu Mikkola      | Audi          | 125 (135) | (10) | 20  | 20  | 15  | -   | -   | -  | 20  | 20  | -   | 15  | 15  |
| 2    | Walter Röhrl       | Lancia        | 102       | 20   | -   | 12  | -   | 15  | 20  | 20 | -   | -   | 15  | -   | -   |
| 3    | Markku Alén        | Lancia        | 100       | 15   | -   | 10  | -   | 20  | 15  | -  | 8   | 12  | 20  | -   | -   |
| 4    | Stig Blomqvist     | Audi          | 89        | 12   | 15  | -   | -   | -   | 12  | -  | 15  | 15  | -   | -   | 20  |
| 5    | Michèle Mouton     | Audi          | 53        | -    | 10  | 15  | 12  | -   | -   | -  | 12  | -   | 4   | -   | -   |
| 6    | Ari Vatanen        | Opel          | 44        | 8    | 6   | -   | 20  | -   | 10  | -  | -   | -   | -   | -   | -   |
| 7    | Attilio Bettega    | Lancia        | 42        | -    | -   | -   | -   | 10  | 8   | 12 | -   | -   | 12  | -   | -   |
| 8    | Lasse Lampi        | Audi          | 26        | -    | 12  | -   | -   | -   | -   | -  | -   | 4   | -   | -   | 10  |
| 8=   | Shekhar Mehta      | Nissan, Audi¹ | 26        | -    | -   | -   | -   | -   | 6   | 10 | 10¹ | -   | -   | -   | -   |
| 10   | Per Eklund         | Audi, Toyota¹ | 22        | -    | -   | -   | -   | -   | -   | -  | -   | 10  | -   | 12¹ | -   |
| 11   | Björn Waldegård    | Toyota        | 20        | -    | -   | -   | -   | -   | -   | -  | -   | -   | -   | 20  | -   |
| 11=  | Adartico Vudafieri | Lancia        | 20        | -    | -   | 8   | -   | 12  | -   | -  | -   | -   | -   | -   | -   |
| 13   | Timo Salonen       | Nissan        | 18        | -    | -   | -   | -   | -   | -   | 15 | -   | 3   | -   | -   | -   |
| 14   | Henri Toivonen     | Opel          | 16        | 6    | -   | -   | -   | -   | -   | -  | -   | -   | 10  | -   | -   |
| 15   | Jimmy McRae        | Opel          | 15        | -    | -   | -   | -   | -   | 3   | -  | -   | -   | -   | -   | 12  |
| 16   | Kalle Grundel      | Volkswagen    | 11        | -    | 8   | -   | -   | -   | -   | -  | -   | -   | -   | -   | 3   |
| 17   | Jayant Shah        | Nissan        | 10        | -    | -   | -   | 10  | -   | -   | -  | -   | -   | -   | -   | -   |
| 17=  | Alain Ambrosino    | Peugeot       | 10        | -    | -   | -   | -   | -   | -   | -  | -   | -   | -   | 10  | -   |
| 17=  | Juha Kankkunen     | Toyota        | 10        | -    | -   | -   | -   | -   | -   | -  | -   | 6   | -   | -   | 4   |
| 20   | Bruno Saby         | Renault       | 9         | 1    | -   | -   | -   | 8   | -   | -  | -   | -   | -   | -   | -   |